# Championnat d'Espagne féminin de football 2017-2018
Navigation
Édition précédente Édition suivante
La saison 2017-2018 du Championnat d'Espagne de football féminin (Primera División Femenina) est la trentième saison du championnat. Le Club Atlético de Madrid remet son titre en jeu.

## Organisation
La compétition est disputée par 16 équipes qui s'affrontent chacune deux fois (un match sur le terrain de chaque équipe) selon un ordre préalablement établi par tirage au sort.
Les équipes marquent des points en fonction de leurs résultats: 3 points par match gagné, 1 pour un match nul et 0 pour les défaites. Le club qui accumule le plus de points à la fin du championnat est proclamé champion d'Espagne et obtient une place dans la Ligue des champions féminine pour la saison prochaineLe deuxième du classement, grâce au classement de l'Espagne dans cette compétition, se qualifie aussi pour l'épreuve continentale.
De plus, les huit meilleures équipes à la fin du championnat se qualifient pour la Coupe de la Reine. 
Les deux derniers classés sont relégués en deuxième division.

## Participantes
| Club                                    | Ville               | Stade                                          | Capacité | Classement 2016-2017 |
| --------------------------------------- | ------------------- | ---------------------------------------------- | -------- | -------------------- |
| Fundación Albacete Balompié             | Albacete            | Ciudad Deportiva Andrés Iniesta                | 3 000    | 14e                  |
| Betis Séville                           | Séville             | Ciudad Deportiva Luis del Sol                  | 3 500    | 11e                  |
| Athletic Bilbao                         | Bilbao              | Instalaciones de Lezama                        | 1 500    | 5e                   |
| FC Barcelone                            | Barcelone           | Ciudad Deportiva Joan Gamper                   | 950      | 2e                   |
| Unión Deportiva Granadilla Tenerife Sur | Granadilla de Abona | La Hoya del Pozo                               | 1 500    | 6e                   |
| Sporting Club de Huelva                 | Huelva              | Campos Federativos de La Orden                 | 800      | 10e                  |
| Levante Unión Deportiva                 | Valence             | El Terrer                                      | 900      | 3e                   |
| Club Atlético de Madrid                 | Madrid              | Cerro del Espino                               | 3 376    | 1re                  |
| Rayo Vallecano                          | Madrid              | Ciudad Deportiva Rayo Vallecano                | 2 500    | 7e                   |
| Real Sociedad                           | Saint-Sébastien     | Instalaciones de Zubieta                       | 2 500    | 8e                   |
| Santa Teresa Club Deportivo             | Badajoz             | Instalaciones Deportivas Municipales El Vivero | 800      | 9e                   |
| Zaragoza Club de Fútbol Femenino        | Saragosse           | Estadio Pedro Sancho                           | 1 000    | 12e                  |
| Valencia Club de Fútbol Femenino        | Valence             | Estadio Municipal Antonio Puchades             | 3 000    | 3e                   |
| Madrid Club de Fútbol Femenino          | Madrid              | Estadio Municipal Matapiñonera                 | 3 000    | 1re D2               |
| Sevilla Fútbol Club                     | Séville             | Ciudad Deportiva Ramón Cisneros Palacios       | 7 500    | 2e D2                |

## Compétition

### Classement
| Rang | Équipe                     | Pts | J  | G  | N | P  | Bp | Bc | Diff |
| ---- | -------------------------- | --- | -- | -- | - | -- | -- | -- | ---- |
| 1    | Club Atlético de Madrid T  | 77  | 30 | 24 | 5 | 1  | 74 | 21 | +53  |
| 2    | FC Barcelone C             | 76  | 30 | 24 | 4 | 2  | 98 | 12 | +86  |
| 3    | Athletic Bilbao            | 56  | 30 | 18 | 2 | 10 | 51 | 41 | +10  |
| 4    | UD Granadilla Tenerife Sur | 54  | 30 | 16 | 6 | 8  | 48 | 33 | +15  |
| 5    | Valencia CF Femenino       | 50  | 30 | 14 | 8 | 8  | 49 | 32 | +17  |
| 6    | Real Betis                 | 46  | 30 | 14 | 4 | 12 | 40 | 37 | +3   |
| 7    | Real Sociedad              | 38  | 30 | 10 | 8 | 12 | 42 | 37 | +5   |
| 8    | Levante UD                 | 38  | 30 | 11 | 5 | 14 | 49 | 50 | -1   |
| 9    | SC Huelva                  | 38  | 30 | 11 | 5 | 14 | 35 | 42 | -7   |
| 10   | Madrid CFF P               | 36  | 30 | 10 | 6 | 14 | 34 | 56 | -22  |
| 11   | Rayo Vallecano             | 33  | 30 | 9  | 6 | 15 | 39 | 63 | -24  |
| 12   | Séville FC P               | 31  | 30 | 8  | 7 | 15 | 37 | 50 | -13  |
| 13   | Fundación Albacete         | 30  | 30 | 8  | 6 | 16 | 42 | 58 | -16  |
| 14   | Espanyol de Barcelone      | 29  | 30 | 7  | 8 | 15 | 22 | 42 | -20  |
| 15   | Zaragoza CFF               | 23  | 30 | 6  | 5 | 19 | 31 | 67 | -36  |
| 16   | Santa Teresa CD            | 19  | 30 | 4  | 7 | 19 | 20 | 68 | -48  |

| Légende : Qualifications et relégations | Légende : Qualifications et relégations                                       |
| --------------------------------------- | ----------------------------------------------------------------------------- |
|                                         | Ligue des champions féminine de l'UEFA 2018-2019                              |
|                                         | T : Tenant du titre P : Promu C : Vainqueur de la Coupe de la Reine 2017-2018 |

### Résultats
| Résultats (▼dom., ►ext.)                                   | ALB | BET | BLB | BAR | ESP | GRA | HUE | LEV | ATM | MAD | RAY | RSD | STE  | SEV | VAL | ZAR |
| Fundación Albacete                                         |     | 4-1 | 1-3 | 0-3 | 1-3 | 2-2 | 0-3 | 1-0 | 1-3 | 1-1 | 3-1 | 0-3 | 4-0  | 1-1 | 0-2 | 3-0 |
| Betis Séville                                              | 4-0 |     | 1-2 | 0-2 | 2-0 | 0-1 | 0-1 | 2-0 | 2-4 | 2-1 | 1-2 | 4-0 | 3-0  | 1-0 | 0-0 | 1-0 |
| Athletic Bilbao                                            | 2-0 | 1-0 |     | 1-2 | 1-0 | 0-1 | 2-0 | 1-0 | 2-2 | 2-3 | 3-1 | 2-1 | 1-0  | 2-1 | 3-2 | 4-0 |
| FC Barcelone                                               | 3-0 | 6-1 | 0-1 |     | 4-0 | 3-1 | 3-0 | 5-0 | 1-1 | 7-0 | 7-0 | 0-0 | 10-0 | 5-0 | 2-0 | 2-0 |
| Espanyol de Barcelone                                      | 0-2 | 1-0 | 0-2 | 1-3 |     | 0-3 | 1-0 | 0-6 | 0-1 | 1-2 | 0-1 | 0-0 | 3-0  | 1-0 | 0-0 | 2-1 |
| Granadilla                                                 | 0-5 | 2-3 | 4-1 | 1-0 | 1-0 |     | 5-1 | 1-2 | 0-4 | 2-0 | 3-1 | 0-2 | 5-1  | 2-0 | 0-0 | 2-0 |
| SC Huelva                                                  | 2-0 | 0-0 | 1-0 | 1-1 | 2-0 | 1-1 |     | 0-1 | 2-4 | 3-0 | 3-1 | 1-3 | 1-0  | 2-1 | 1-3 | 1-1 |
| Levante UD                                                 | 4-2 | 0-1 | 3-2 | 0-5 | 1-1 | 0-1 | 2-1 |     | 0-4 | 1-1 | 2-3 | 1-1 | 3-0  | 1-1 | 0-1 | 5-1 |
| Atlético de Madrid                                         | 4-3 | 1-0 | 6-0 | 1-1 | 1-1 | 2-0 | 3-1 | 1-0 |     | 2-2 | 0-1 | 1-0 | 2-1  | 2-0 | 1-0 | 3-0 |
| Madrid CFF                                                 | 1-0 | 0-1 | 0-1 | 1-2 | 1-1 | 1-3 | 2-1 | 2-1 | 0-3 |     | 2-0 | 2-1 | 2-1  | 0-2 | 2-1 | 3-2 |
| Rayo Vallecano                                             | 2-2 | 1-3 | 2-2 | 1-2 | 1-1 | 1-1 | 3-1 | 0-4 | 1-4 | 3-0 |     | 2-3 | 3-0  | 1-1 | 4-2 | 1-1 |
| Real Sociedad                                              | 2-2 | 1-1 | 1-4 | 0-1 | 1-1 | 1-2 | 0-1 | 2-1 | 1-1 | 3-0 | 3-0 |     | 0-0  | 0-1 | 0-1 | 6-2 |
| Santa Teresa CD                                            | 1-0 | 1-2 | 1-2 | 0-3 | 0-0 | 0-3 | 1-1 | 0-3 | 0-3 | 1-1 | 2-0 | 1-4 |      | 1-1 | 1-1 | 3-1 |
| Séville FC                                                 | 3-3 | 0-1 | 3-2 | 0-2 | 1-3 | 1-0 | 1-2 | 5-5 | 1-2 | 3-1 | 1-0 | 0-2 | 1-2  |     | 1-3 | 3-2 |
| Valence CFF                                                | 3-0 | 5-2 | 3-1 | 1-4 | 1-1 | 1-0 | 0-1 | 2-3 | 0-1 | 4-0 | 4-1 | 3-1 | 1-1  | 1-1 |     | 1-0 |
| Zaragoza CFF                                               | 0-1 | 1-1 | 2-1 | 0-9 | 2-0 | 1-1 | 2-1 | 3-0 | 1-6 | 1-1 | 0-1 | 2-0 | 4-2  | 0-1 | 1-3 |     |
| - Victoire à domicile - Match nul - Victoire à l'extérieur |     |     |     |     |     |     |     |     |     |     |     |     |      |     |     |     |

## Statistiques
| Place              | Joueuse                 | Club            | Buts |
| ------------------ | ----------------------- | --------------- | ---- |
| Médaille d'or      | Verónica Charlyn Corral | Levante UD      | 16   |
| Médaille d'argent  | Maria Paz               | Valencia        | 15   |
| Médaille de bronze | Maria José              | BGranadilla     | 11   |
| 4                  | Sonia Bermúdez          | Atlético Madrid | 9    |
| 4                  | Ludmila                 | Atlético Madrid | 9    |
| 4                  | Toni Duggan             | Barcelone       | 9    |
| 4                  | Nahikari García Pérez   | Real Sociedad   | 9    |
| 4                  | Natalia Pablos          | Rayo Vallecano  | 9    |